# Stowarzyszenie wyższej użyteczności
Stowarzyszenie wyższej użyteczności – status nadawany w Polsce w latach 1933–1989 stowarzyszeniom, których rozwój był szczególnie użyteczny dla interesu państwowego lub społecznego państwa, następnie do 1990 tytuł honorowy stowarzyszeń mających szczególne osiągnięcia w realizacji celów społecznych.

## Podstawy prawne
Status stowarzyszenia wyższej użyteczności nadawany był na podstawie Prawa o stowarzyszeniach, wprowadzonego rozporządzeniem Prezydenta RP z mocą ustawy w 1932. Przyznanie statusu stowarzyszenia wyższej użyteczności następowało w drodze rozporządzenia Rady Ministrów, wydanego na wniosek Ministra Spraw Wewnętrznych, postawiony w porozumieniu z zainteresowanymi ministrami. Uznaniu towarzyszyło nadanie stowarzyszeniu odpowiedniego statutu, regulującego w szczegółach jego byt prawny. Zmiany statutu odbywały się tym samym trybem co nadanie statutu.
Stowarzyszenia wyższej użyteczności posiadały osobowość prawną. Mogły przyjmować zapisy i darowizny oraz nabywać majątek ruchomy i nieruchomy bez ograniczeń i bez potrzeby uzyskiwania zezwoleń, przewidzianych w przepisach specjalnych, regulujących sprawy zapisów i darowizn oraz nabywania majątku przez osoby fizyczne i prawne. Ponadto Minister Spraw Wewnętrznych i Minister Skarbu władni byli do udzielania stowarzyszeniom wyższej użyteczności szczególnych ulg i zwolnień w podatkach i opłatach państwowych i komunalnych.
Przepisy w zakresie stowarzyszeń wyższej użyteczności z 1932 przetrwały do końca II Rzeczypospolitej oraz przez cały okres Polski Ludowej.

## Historia
W latach 1933–1939 status stowarzyszenia wyższej użyteczności nadano 9 organizacjom. Po II wojnie światowej większość z tych stowarzyszeń Rada Ministrów rozwiązała. Wyjątek stanowił Związek Harcerstwa Polskiego i Polski Czerwony Krzyż. Na emigracji reaktywował również działalność Instytut Józefa Piłsudskiego, Poświęcony Badaniu Najnowszej Historii Polski.
W przypadku Związku Harcerstwa Polskiego, w 1950 bezprawnie zlikwidowano struktury stowarzyszenia, tworząc Organizację Harcerską w ramach Związku Młodzieży Polskiej, która następnie od sierpnia do grudnia 1956 funkcjonowała jako Organizacja Harcerska Polski Ludowej. Przywrócenie nazwy stowarzyszenia i struktur organizacyjnych nastąpiło w grudniu 1956. W lipcu 1959 Rada Ministrów ponownie uznała ZHP za stowarzyszenie wyższej użyteczności, stwierdzając jednocześnie utratę mocy rozporządzenia z 1936. We wrześniu 1959 zarządzeniem Ministra Spraw Wewnętrznych nadano też organizacji nowy statut.
Także Lidze Morskiej status ten nadano dwukrotnie. Pierwszy raz w 1946, kiedy funkcjonowała do rozwiązania w 1954. Ponownie w 1983, po reaktywowaniu stowarzyszenia.
W okresie Polski Ludowej status stowarzyszenia wyższej użyteczności nadano kolejnym 48 organizacjom. Część, szczególnie tych, którym status nadano w latach 40. XX wieku, rozwiązano lub przekształcano w inne stowarzyszenia. Przykładem może być rozwiązana w 1947 przedwojenna Liga Obrony Powietrznej i Przeciwgazowej, na majątku której powołano Ligę Lotniczą. W 1954 również ten podmiot został rozwiązany razem z innymi stowarzyszeniami (Towarzystwo Przyjaciół Żołnierza, Liga Morska). Ich następcą prawnym była Liga Przyjaciół Żołnierza, od 1964 występująca pod nazwą Liga Obrony Kraju.
Do momentu uchwalenia nowego prawa o stowarzyszeniach w 1989 status stowarzyszenia wyższej użyteczności miało 45 organizacji.
W ustawie z dnia 7 kwietnia 1989 r. – Prawo o stowarzyszeniach, ustanowiono tytuł honorowy „Stowarzyszenia Wyższej Użyteczności”, który w założeniu miał być nadawany przez Radę Państwa stowarzyszeniom, mającym szczególne osiągnięcia w realizacji celów społecznych. Z mocy tej ustawy stowarzyszenia, które posiadały dotychczasowy status stowarzyszenia wyższej użyteczności przyznano tytuł honorowy „Stowarzyszenia Wyższej Użyteczności” i wpisano do rejestru stowarzyszeń. W związku ze zmianą Konstytucji, w kompetencje Rady Państwa wszedł Prezydent Rzeczypospolitej Polskiej, który 18 stycznia 1990 wydał zarządzenie w sprawie trybu przedstawiania wniosku o nadanie tytułu honorowego „Stowarzyszenie Wyższej Użyteczności”. Miesiąc później, ustawą z 23 lutego 1990 przepisy o tytule honorowym zostały jednak wykreślone z ustawy. Stowarzyszenia utraciły swój dotychczasowy tytuł 13 marca 1990.
W 2004 wprowadzono ustawowo możliwość uzyskania przez stowarzyszenia statusu organizacji pożytku publicznego, który w pewien sposób nawiązuje do statusu stowarzyszenia wyższej użyteczności.

## Organizacje, którym nadano status
| Lp. | Nazwa stowarzyszenia                                                                                             | Rok nadania statusu | [ a ]         | Rok rozwiązania stowarzyszenia | [ b ]  | uwagi |
| --- | --- | ------------------- | ------------- | ------------------------------ | ------ | --- |
| 1.  | Związek Straży Pożarnych Rzeczypospolitej Polskiej                                                               | 1933                | [ 6 ]         | 1950                           | [ 7 ]  | po rozwiązaniu majątek przeszedł do dyspozycji Komendy Głównej Straży Pożarnej |
| 2.  | Liga Obrony Powietrznej i Przeciwgazowej                                                                         | 1934                | [ 8 ]         | 1947                           | [ 9 ]  | po rozwiązaniu majątek przekazano Lidze Lotniczej |
| 3.  | Towarzystwo Przyjaciół Młodzieży Akademickiej od 1946 pod nazwą: Towarzystwo Przyjaciół Młodzieży Szkół Wyższych | 1934                | [ 11 ]        | 1951                           | [ 12 ] | po rozwiązaniu majątek przekazano na cele pomocy materialnej dla młodzieży szkół wyższych, stosownie do decyzji Ministra Szkół Wyższych i Nauki                                                            |
| 4.  | Towarzystwo Popierania Budowy Publicznych Szkół Powszechnych                                                     | 1934                | [ 13 ]        | 1949                           | [ 14 ] | po rozwiązaniu majątek przekazano Towarzystwu Przyjaciół Dzieci |
| 5.  | Polski Biały Krzyż                                                                                               | 1936                | [ 15 ]        | 1947                           | [ 16 ] | po rozwiązaniu majątek przekazano Towarzystwu Przyjaciół Żołnierza |
| 6.  | Związek Harcerstwa Polskiego                                                                                     | 1936 1959           | [ 17 ] [ 18 ] |                                |        | status nadany dwukrotnie, ale z zachowaniem ciągłości od 1936 |
| 7.  | Polski Czerwony Krzyż                                                                                            | 1936                | [ 19 ]        |                                |        | |
| 8.  | Instytut Józefa Piłsudskiego, Poświęcony Badaniu Najnowszej Historii Polski                                      | 1937                | [ 20 ]        |                                |        | formalnie nie uległ likwidacji; w 1947 powołano na emigracji uznawany za kontynuatora Instytut Józefa Piłsudskiego w Londynie                                                                              |
| 9.  | Organizacja Przysposobienia Wojskowego Kobiet                                                                    | 1939                | [ 22 ]        | 1948                           | [ 23 ] | formalnie dokonano wyłącznie uchylenia mocy obowiązującej rozporządzenia o uznaniu stowarzyszenia za stowarzyszenie wyższej użyteczności                                                                   |
| 10. | Liga Morska | 1946                | [ 24 ]        | 1954                           | [ 25 ] | po rozwiązaniu majątek przekazano Lidze Przyjaciół Żołnierza, która była następcą prawnym stowarzyszenia; reaktywowana w 1980, w 1983 ponownie otrzymała status                                            |
| 11. | Robotnicze Towarzystwo Przyjaciół Dzieci                                                                         | 1946                | [ 26 ]        | 1949                           | [ 27 ] | po rozwiązaniu majątek przekazano Towarzystwu Przyjaciół Dzieci |
| 12. | Towarzystwo Przyjaciół Żołnierza                                                                                 | 1947                | [ 16 ]        | 1954                           | [ 25 ] | w momencie nadania statusu przejęło majątek rozwiązanego Polskiego Białego Krzyża; po rozwiązaniu majątek przekazano Lidze Przyjaciół Żołnierza, która była następcą prawnym stowarzyszenia                |
| 13. | Liga Lotnicza | 1947                | [ 9 ]         | 1954                           | [ 25 ] | w momencie nadania statusu przejęła majątek rozwiązanej Ligi Obrony Powietrznej i Przeciwgazowej; po rozwiązaniu majątek przekazano Lidze Przyjaciół Żołnierza, która była następcą prawnym stowarzyszenia |
| 14. | Towarzystwo Przyjaciół Ossolineum                                                                                | 1948                | [ 28 ]        |                                |        | |
| 15. | Społeczny Fundusz Odbudowy Stolicy od 1959 pod nazwą: Społeczny Fundusz Odbudowy Kraju i Stolicy                 | 1948                | [ 30 ]        |                                |        | |
| 16. | Centralny Ośrodek Oświaty Dorosłych – Towarzystwo Uniwersytetu Robotniczego i Ludowego (TURIL)                   | 1948                | [ 31 ]        | 1950                           | [ 32 ] | po rozwiązaniu majątek przekazano Towarzystwu Wiedzy Powszechnej – (TWP) |
| 17. | Towarzystwo Burs i Stypendiów Rzeczypospolitej Polskiej                                                          | 1949                | [ 33 ]        | 1951                           | [ 34 ] | po rozwiązaniu majątek przeszedł na rzecz Państwa |
| 18. | Towarzystwo Przyjaciół Dzieci                                                                                    | 1949                | [ 27 ]        |                                |        | w momencie nadania statusu przejęło majątek rozwiązanego Robotniczego Towarzystwa Przyjaciół Dzieci |
| 19. | Liga Kobiet od 1982 pod nazwą: Liga Kobiet Polskich                                                              | 1949                | [ 36 ]        |                                |        | |
| 20. | Towarzystwa Wiedzy Powszechnej – (TWP)                                                                           | 1950                | [ 37 ]        |                                |        | przejęło majątek rozwiązanego Centralnego Ośrodka Oświaty Dorosłych – Towarzystwa Uniwersytetu Robotniczego i Ludowego (TURIL)                                                                             |
| 21. | Liga Przyjaciół Żołnierza od 1964 pod nazwą: Liga Obrony Kraju                                                   | 1954                | [ 25 ]        |                                |        | przejęła majątek rozwiązanego Towarzystwa Przyjaciół Żołnierza, Ligi Lotniczej i Ligi Morskiej, których była następcą prawnym                                                                              |
| 22. | Związek Ochotniczych Straży Pożarnych                                                                            | 1958                | [ 39 ]        |                                |        | |
| 23. | Społeczny Komitet Przeciwalkoholowy                                                                              | 1959                | [ 40 ]        |                                |        | |
| 24. | Polski Związek Krótkofalowców                                                                                    | 1963                | [ 41 ]        |                                |        | |
| 25. | Aeroklub Polskiej Rzeczypospolitej Ludowej                                                                       | 1963                | [ 42 ]        |                                |        | |
| 26. | Naczelna Organizacja Techniczna                                                                                  | 1966                | [ 43 ]        |                                |        | |
| 27. | Liga Ochrony Przyrody                                                                                            | 1968                | [ 44 ]        |                                |        | |
| 28. | Polski Komitet Pomocy Społecznej                                                                                 | 1968                | [ 45 ]        |                                |        | |
| 29. | Związek Bojowników o Wolność i Demokrację                                                                        | 1969                | [ 46 ]        |                                |        | |
| 30. | Polskie Towarzystwo Ekonomiczne                                                                                  | 1971                | [ 47 ]        |                                |        | |
| 31. | Stowarzyszenie Architektów Polskich                                                                              | 1972                | [ 48 ]        |                                |        | |
| 32. | Towarzystwo Wiedzy Wojskowo-Obronnej od 1978 pod nazwą: Towarzystwo Wiedzy Obronnej                              | 1972                | [ 50 ]        |                                |        | |
| 33. | Związek Inwalidów Wojennych PRL                                                                                  | 1972                | [ 51 ]        |                                |        | |
| 34. | Związek Ociemniałych Żołnierzy PRL                                                                               | 1972                | [ 52 ]        |                                |        | |
| 35. | Towarzystwo Łączności z Polonią Zagraniczną „Polonia”                                                            | 1973                | [ 53 ]        |                                |        | |
| 36. | Towarzystwo Urbanistów Polskich                                                                                  | 1974                | [ 54 ]        |                                |        | |
| 37. | Polski Związek Emerytów, Rencistów i Inwalidów                                                                   | 1974                | [ 55 ]        |                                |        | |
| 38. | Towarzystwo Przyjaźni Polsko-Radzieckiej                                                                         | 1974                | [ 56 ]        |                                |        | |
| 39. | Polski Związek Niewidomych                                                                                       | 1974                | [ 57 ]        |                                |        | |
| 40. | Polski Związek Motorowy                                                                                          | 1975                | [ 58 ]        |                                |        | |
| 41. | Stowarzyszenie Księgowych w Polsce                                                                               | 1975                | [ 59 ]        |                                |        | |
| 42. | Zrzeszenie Prawników Polskich                                                                                    | 1976                | [ 60 ]        |                                |        | |
| 43. | Polski Związek Głuchych                                                                                          | 1976                | [ 61 ]        |                                |        | |
| 44. | Polskie Towarzystwo Rusycystyczne                                                                                | 1976                | [ 62 ]        |                                |        | |
| 45. | Polskie Towarzystwo Turystyczno-Krajoznawcze                                                                     | 1977                | [ 63 ]        |                                |        | |
| 46. | Towarzystwo Krzewienia Kultury Świeckiej                                                                         | 1977                | [ 64 ]        |                                |        | |
| 47. | Towarzystwo Rozwoju Rodziny                                                                                      | 1980                | [ 65 ]        |                                |        | |
| 48. | Polskie Towarzystwo Lekarskie                                                                                    | 1980                | [ 66 ]        |                                |        | |
| 49. | Polski Komitet Olimpijski                                                                                        | 1981                | [ 67 ]        |                                |        | |
| 50. | Związek Byłych Żołnierzy Zawodowych                                                                              | 1981                | [ 68 ]        |                                |        | |
| 51. | Liga Morska | 1983                | [ 69 ]        |                                |        | stowarzyszenie o tej nazwie rozwiązano w 1954, reaktywowano w 1980 |
| 52. | Zrzeszenie Katolików Caritas                                                                                     | 1984                | [ 70 ]        |                                |        | |
| 53. | Polskie Towarzystwo Walki z Kalectwem                                                                            | 1985                | [ 71 ]        |                                |        | |
| 54. | Zrzeszenie Polskich Towarzystw Medycznych                                                                        | 1986                | [ 72 ]        |                                |        | |
| 55. | Towarzystwo Naukowe Organizacji i Kierownictwa                                                                   | 1987                | [ 73 ]        |                                |        | |
| 56. | Towarzystwo Opieki nad Majdankiem                                                                                | 1988                | [ 74 ]        |                                |        | |
| 57. | Stowarzyszenie „Wisła-Odra”                                                                                      | 1988                | [ 75 ]        |                                |        | |